# Barbara von Cilli

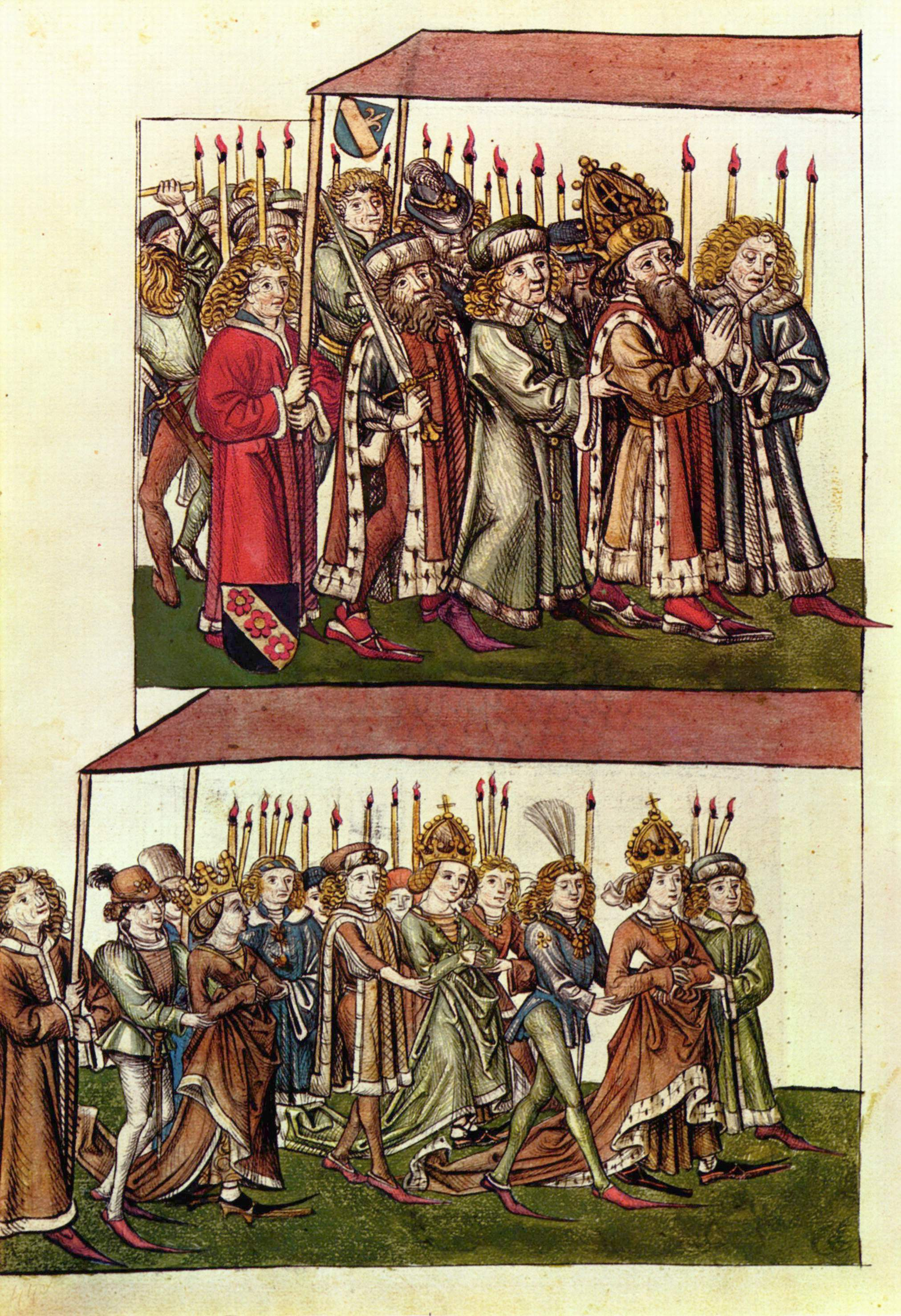
König Sigismund und Königin Barbara auf dem Zug ins Konstanzer Münster beim Konzil von Konstanz

Barbara von Cilli (ungarisch Cillei Borbála, slowenisch Barbara Celjska, tschechisch Barbora Cellská; * um 1390; † 11. Juli 1451 in Mělník) aus dem Adelsgeschlecht der Cillier war die zweite Frau des Kaisers Sigismund. Sie griff aktiv in die Politik ein, war mehrfach in Abwesenheit ihres Mannes Statthalterin in Ungarn und wurde zur römisch-deutschen, ungarischen und böhmischen Königin gekrönt. Sie hatte auch einen Ruf als Astrologin und Alchemistin.

## Leben
Sie war die Tochter des Grafen Hermann II. von Cilli und von Anna von Schaunberg. Hermann II. hatte erfolgreich die Freilassung und Wiedereinsetzung des vorübergehend als ungarischer König abgesetzten Sigismund betrieben, woraufhin sich Sigismund nach seiner offiziellen Wiedereinsetzung im Jahre 1401 für die Unterstützung Hermanns bedankte, indem er um die Hand dessen jüngster Tochter Barbara anhielt. Die Verlobung mit dem mehr als zwanzig Jahre älteren König Sigismund wurde bereits 1401 ausgehandelt; die Heirat erfolgte erst im Dezember 1405. 1409 gebar sie ihre erste Tochter Elisabeth (tschechisch Alžběta), die später Albrecht von Habsburg heiratete.
Barbara hielt sich anfangs häufig in Ungarn auf, wo sie große Ländereien besaß, mehrfach in Abwesenheit ihres Mannes, der in politischen Geschäften unterwegs war, Statthalterin war und 1408 zur ungarischen Königin gekrönt wurde. Am 8. November 1414 wurde sie zusammen mit Sigismund zur römisch-deutschen Königin gekrönt und war damit die letzte römisch-deutsche Königin, die in Aachen gekrönt wurde. Auf Zeitgenossen machte sie Eindruck durch ihre Lebhaftigkeit und Schönheit, als sie ihren Ehemann auf das 1414 bis 1418 tagende Konzil von Konstanz begleitete, wo sie sich knapp ein Jahr aufhielt, bevor sie im Dezember 1415 wieder nach Ungarn zurückkehrte und dort bis zur Rückkehr ihres Mannes im Jahre 1419 die alleinige politische Verantwortung trug. Einer angeblichen gegenseitigen Entfremdung des Paares (mit jeweiligen Seitensprüngen beider Ehepartner) über die verschiedene Chronisten berichten, steht der große politische Einfluss entgegen, den sie auf ihren Mann ausübte. Bei der Krönung ihres Mannes zum König von Böhmen 1420, die unter dem Zeichen der schon begonnenen Hussitenkriege stand, war sie nicht zugegen und wurde selbst erst 1437 zur Königin von Böhmen gekrönt, als es schon um die Nachfolge des bald darauf verstorbenen Königs Sigismund ging. Sie führte in seinem Namen auch ausgedehnte Finanzgeschäfte mit den Reichsfürsten durch.
Im Streit um die Nachfolge von Sigismund stellte sie sich gegen ihren habsburgischen Schwiegersohn Albrecht, der vielen Böhmen als einer der Hauptgegner in den Hussitenkriegen verhasst war, und favorisierte stattdessen den polnischen König Władysław III. Sie wurde vorübergehend von Albrecht in Bratislava inhaftiert, doch gelang ihr 1438 die Flucht nach Polen. Als Reaktion darauf wurde sie von Albrecht geächtet, und er zog auch ihre ausgedehnten Güter in Ungarn ein. Der polnische König drang mit einem Heer in Böhmen ein, musste aber am Ende seine Machtansprüche auf Böhmen aufgeben. Erst zwei Jahre nach dem frühen Tod von Albrecht kehrte Barbara 1441 aus Polen zurück. Sie lebte fortan auf ihrem Witwensitz in Mělník, wo sie am 11. Juli 1451 an der Pest starb; beigesetzt wurde sie in der königlichen Gruft im Prager Veitsdom.

## Ruf als Alchemistin und Okkultistin
Sie widmete sich den okkulten Wissenschaften und beschäftigte sich mit Alchemie, was etlichen Zeitgenossen missfiel. Das ging so weit, dass später Legenden aufkamen, sie wäre als Vampir während des Konstanzer Konzils in Konstanz umgegangen und noch heute soll sie im Balkan als Blutsaugerin gefürchtet sein. Zeichen ihres schlechten Nachrufs als „deutsche Messalina“, der von den dynastisch konkurrierenden Habsburgern gefördert wurde, ist auch die Weltchronik von Hartmann Schedel 1493. Schedel nennt sie, seiner von Enea Silvio Piccolomini verfassten Textvorlage folgend, ein „schentlich boßhaftig weib“ und schreibt: „Sie fiel in ein solche absynnige plinthait das sie die heilligen iunckfrawen die von cristo wegen den todt gelidden hetten offenlich thörin und nerrin hieß Und saget das nach disem leben kein anders leben wer. und das leib und sele miteinander stürbe.“
Über ihre chemischen Experimente soll der böhmische Alchemist Johann von Laatz (Joannes de Lasnioro) in einem heute verlorenen Manuskript um 1440 berichtet haben, über das der Arzt Benedikt Nikolaus Petraeus im Vorwort seiner Ausgabe der Chymischen Schriften von Basilius Valentinus berichtet. Danach habe Laatz ihre alchemistischen Kenntnisse geprüft. Sie habe „mit weiblicher Feinheit“ geantwortet und vor seinen Augen mit einem Pulver aus Quecksilber, Arsen und von ihr verheimlichten Zutaten Kupfer weiß gefärbt und so vorgeblich in Silber umgewandelt. Laatz fand aber, dass der Strich zwar wie bei Silber war, das Metall aber nicht die Hammerprobe bestand. Sie führte ihm auch noch viele ähnliche „Kunststücke“ vor, unter anderem machte sie mit „Eisensafran“, „Kupferkalk“ und anderen Pulvern „Gold“, das aber beim Schmelzen wieder seine Farbe verlor. Laatz schrieb, sie habe damit viele Kaufleute getäuscht. Als er ihr Betrug vorwarf, drohte sie ihn einzusperren, er wäre aber „mit Gottes Hilfe“ noch einmal davongekommen.
Auch andere Fürsten ihrer Zeit befassten sich mit Alchemie, insbesondere Johann von Brandenburg-Kulmbach, den sie politisch mit ihrem Mann förderte, wie sie überhaupt gute Beziehungen zum Haus Brandenburg hatte und diese zugunsten ihres Mannes nutzte.

## Galerie

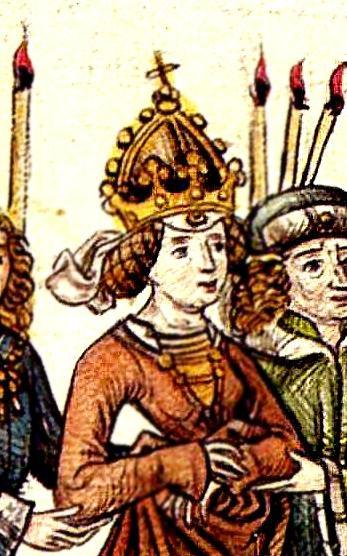
Barbara von Cilli auf dem Konzil von Konstanz (Vergrößerung)
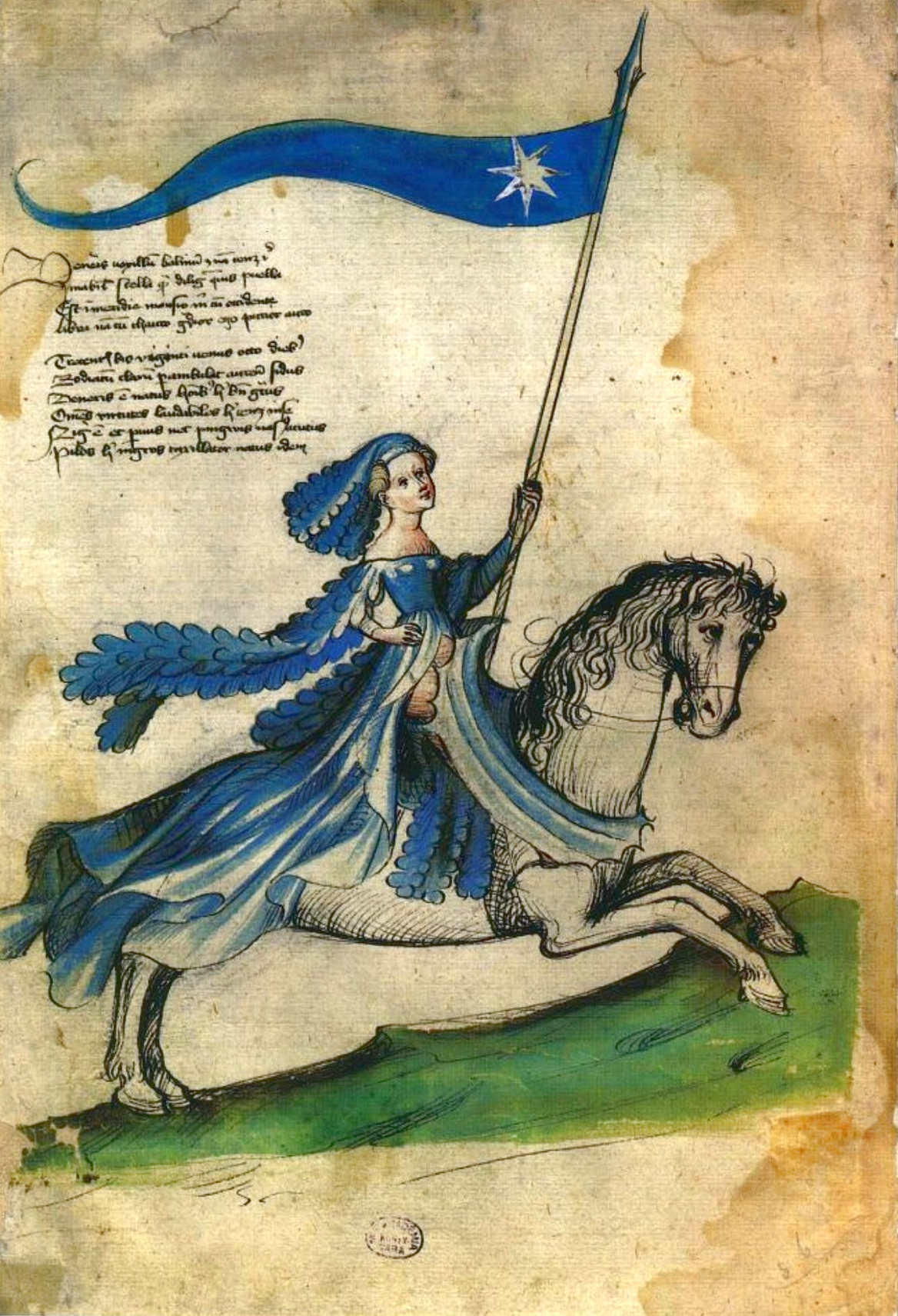
Barbara von Cilli zu Pferd, Konrad Kyeser
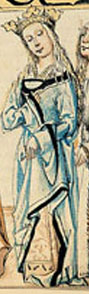
Barbara von Cilli, Ulrich von Richenthal
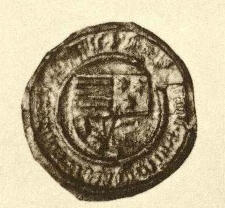
Ihr Siegel
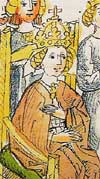
Barbara von Cilli
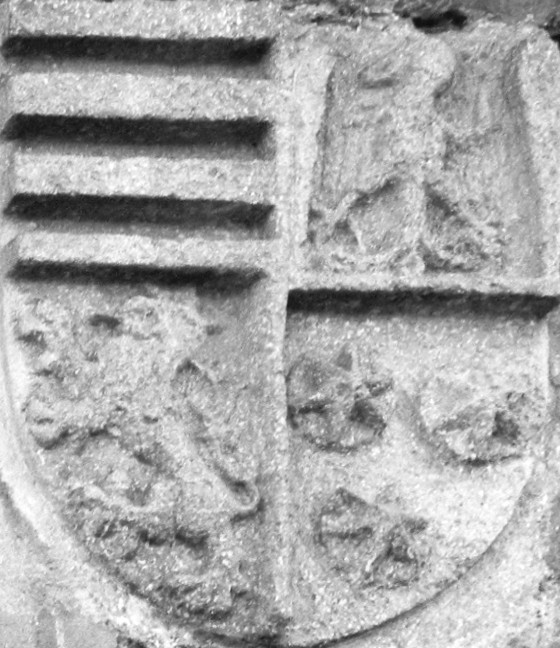
Ihr Wappen vom Schloss Trencin

## Sonstiges
Am 26. September 2014 gab die Post in Slowenien einen Briefmarkenblock heraus anlässlich des 600. Jahrestages der Krönung von Barbara von Cilli zur römisch-deutschen Königin.
Am 17. November 2014 wurde aus dem gleichen Anlass von der Banka Slovenije eine 2-Euro-Gedenkmünze ausgegeben.